# Ewgeni Ignatow
Ewgeni Ignatow (bulgarisch Евгени Игнатов, engl. Transkription Evgeni Ignatov; * 25. Juni 1959 in Nikolowo, Oblast Russe) ist ein ehemaliger bulgarischer Langstreckenläufer.
1981 gewann er Silber bei den Halleneuropameisterschaften in Grenoble über 3000 Meter (reale Länge 2820 m). Jeweils Vierter wurde er über 5000 Meter bei den Europameisterschaften 1982 in Athen und 1986 in Stuttgart.
Über dieselbe Distanz wurde er im Jahr darauf Sechster bei den Weltmeisterschaften in Rom. Bei den Olympischen Spielen 1988 in Seoul wurde er Achter über 5000 Meter und Zwölfter über 10.000 Meter. Bei der Europameisterschaften 1990 in Split und bei den Olympischen Spielen 1992 in Barcelona schied er jeweils über 5000 Meter im Vorlauf aus.
Insgesamt wurde er dreimal bulgarischer Meister über 1500 Meter (1982, 1986, 1987), neunmal über 5000 Meter (1980, 1982, 1985–1991), fünfmal über 10.000 Meter (1987–1989, 1991, 1992) und einmal im Crosslauf (1988). In der Halle holte er sich 1981 den nationalen Titel über 1500 Meter.

## Persönliche Bestzeiten
Alle Zeiten sind bulgarische Rekorde (Stand 2010)
- 1500 m: 3:39,53 min, 28. August 1982, Sofia
  - Halle: 3:41,7 min, 8. Februar 1981, Sofia
- 2000 m: 4:59,02 min, 4. September 1985, Rieti
- 3000 m: 7:46,34 min, 4. Juli 1987, Oslo
  - Halle: 7:55,4 min, 1. Februar 1981, Sofia
- 5000 m: 13:13,15 min, 31. August 1986, Stuttgart
- 10.000 m: 27:56,26 min, 2. Juli 1988, Oslo